# François Marie de Broglie
François Marie de Broglie [də ˈbʀœj] wymowaⓘ (ur. 11 stycznia 1671, zm. 22 maja 1745) – francuski arystokrata, polityk i wojskowy, pierwszy książę de Broglie, marszałek Francji od 1743 roku.

## Życiorys
Był synem Victora-Maurice de Broglie. W młodym wieku wstąpił do wojska, w którym to w wieku dwudziestu czterech lat został awansowany do stopnia podpułkownika królewskiego pułku kawalerii. Służył podczas wojny o sukcesję hiszpańską, w tym w bitwie pod Malplaquet. W 1710 roku otrzymał stopień generała porucznika, wziął udział w bitwie pod Denain. W 1719 został dyrektorem generalnym kawalerii. W 1724 roku mianowano go ambasadorem Francji w Wielkiej Brytanii. W 1733 roku wziął udział w walkach we Włoszech, a rok później został mianowany marszałkiem Francji. Walczył w bitwach pod Parmą i Guastallą. Został mianowany generalnym gubernatorem Alzacji.
W 1742 roku, podczas wojny o sukcesję austriacką, został dowódcą armii francuskiej w Niemczech. Po wojennym sukcesie w Sahay 25 maja 1742 otrzymał rok później tytuł księcia de Broglie. W 1743 roku powrócił do Francji, gdzie dwa lata później zmarł.
Miał dwóch synów: Victora-François de Broglie i Charlesa François de Broglie.